# Nieuwsgierig Aagje
Nieuwsgierig Aagje van Enkhuizen is de hoofdpersoon in een klucht van de hand van Abraham Bormeester die in de 17e eeuw populair was: Kluchtigh Avontuurtje van 't Nieuwsgierigh Aeghje van Enckhuysen. (1662 of 1664). Het verhaal was bekend uit een bundel met komische vertellingen van Jan Zoet uit 1655:  'tLeeven en bedrijf van Clemendt Marot en werd in 1679 door Anthonie van Bogaert opnieuw bewerkt.
De term "nieuwsgierig aagje" is hiermee als begrip in de Nederlandse taal opgenomen.

## Het verhaal
Tijdens het Twaalfjarig Bestand (1609-1621) woont er in de Nederlandse Zuiderzeestad Enkhuizen een smid, die gehuwd is met Aagje, een nieuwsgierige jonge vrouw. De smid wordt vaak bezocht door een schipper, Freekbuur, die dan over zijn reizen naar Brabant en Antwerpen vertelt. Aagje luistert hierbij vaak stiekem de gesprekken af en op een dag reist ze met toestemming van haar man met Freekbuur mee naar Antwerpen. Als bezit heeft ze honderd gulden op zak.
In Antwerpen gaat Freekbuur aan wal om een aantal dingen in orde te brengen. Hij vertelt Aagje te wachten tot hij terugkeert. Wanneer dit te lang duurt wordt Aagje nieuwsgierig en besluit ze zelf op verkenning te gaan in de stad. Daar komt ze een "Spaanse Brabander" tegen (een bewoner van Brabant, dat toen in tegenstelling tot de Noordelijke Nederlanden onder de Spaanse bezetting van de Zuidelijke Nederlanden viel). Hij begroet haar met de woorden "Goeden dag, mijn nichteken." Aagje weet niet dat dit een typische begroeting tegenover alle jonge meisjes is en denkt dat de man haar neef "Jan van Spanjen" is, die handel dreef met Spanje en ook vaak in Antwerpen was. Ze vertelt hem van alles over zichzelf, waaronder ook het exacte geldbedrag dat ze bij zich heeft: honderd gulden.
Sluw biedt de man aan haar de stad te laten zien, waar Aagje nietsvermoedend op ingaat. Ten slotte belanden ze in een café waar hij haar dronken voert, haar geld ontfutselt en terwijl zij in een hoek ligt te slapen op haar kosten zijn vrienden op alcohol trakteert. Wanneer het geld echter op is besluiten ze haar in een bakermat te leggen en op de stoep van een deftig huis te leggen. Daar wordt ze 's ochtends wakker voor het oog van tientallen mensen en ook Freekbuur, die haar al die tijd liep te zoeken. Volgens de schrijver weende ze na afloop nog vele tranen, beschaamd over wat haar overkomen was.

## Begrip
"Nieuwsgierig aagje" is als begrip blijven bestaan en wordt gebruikt om een nieuwsgierig persoon mee aan te duiden, of terecht te wijzen.
Hier wordt Aagje met een kleine letter geschreven in plaats van met een hoofdletter.
De regel is dat (eigen)namen die een algemene betekenis hebben gekregen en niet meer als naam fungeren, een kleine letter krijgen. 